# Kaliber
Kaliber je notranji premer cevi ali premer izstrelka pri strelnem orožju.

## Metodi
Starejša metoda merjenja kalibra orožja je bila primerjava premera cevi z enim od dvanajstih enakih svinčenih krogel, težkih 1 funt (0,453 kg).
Današnja metoda je preprostejša in je treba le izmeriti premer cevi.

## Kalibri v rabi
Najmanjši kaliber orožja v sodobni rabi je 4,5 mm, kar po navadi označuje zračno oz. plinsko orožje.
Največji kaliber ročnega strelnega orožja je določen z 20 mm; vse kar je večje, že spada v kategorijo artilerije. Težki železniški top Težki Gustaf je imel kaliber 800mm, kar je najverjetnje rekord za bojno uporabljen top.

## Označevanje kalibra
Za označevanje kalibra danes obstajata dva sistema: metrični in anglosaški.
Metrični sistem je bolj natančen in podaja kaliber z dvema vrednostima (npr. 7,92x57). Prva vrednost (7,92) označuje nominalni premer cevi v milimetrih, medtem ko druga vrednost (57) označuje dolžino tulca v mm.
Obstajajo tudi posebne oznake pri kalibrih (npr. »R« pri 7,62x54 R). »R« označuje, da ima tulec štrleč rob, ki presega premer celotnega tulca.

## Kaliber kot enota za dolžino cevi
V nekaterih primerih (redko) se s kalibri označuje razmerje med dolžino cevi in notranjim premerov cevi, npr.:
- 16"/50 - 16 inč je notrani premer cevi, dolžina cevi pa je 16 inč x 50 = 800 inč

v metrskih enotah: 16 inč = 406 mm, 800 inč = 20300 mm (20,3 m)